# Holmängen
Holmängen är en stadsdel i Vänersborg, väster om Vargön. 

## Historia

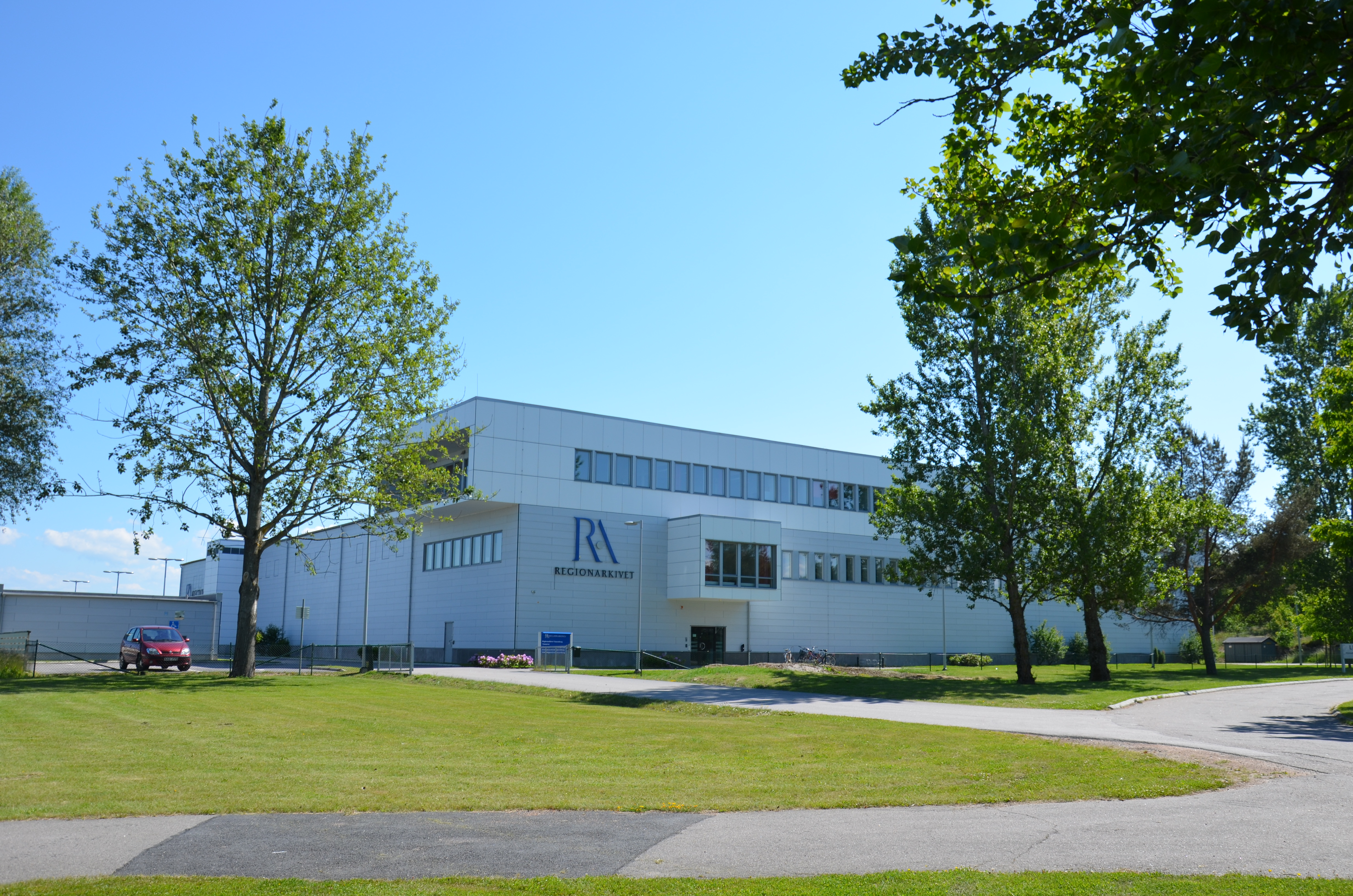
Regionarkivet i Vänersborg.

Området har under lång tid i Vänersborgs historia varit obebyggt. En varierad skogfauna finns längs strövområdena och marken användes länge endast som betesmark. 
1756 öppnades ett fattighus (idag Regementsgatan 38), huset finns kvar och används som bostad. Under 1920-talet hade Västgöta regemente en skjutbana längs vänerkusten (klicka för karta) som det idag ännu finns rester kvar av.
Industrier började byggas runt de norra delarna av Holmängen under andra halvan av 1900-talet, en bandyplan anlades med namnet bandygrytan runt 1950, här spelades viktiga matcher fram till 1964 och är idag ett populärt naturstråk men används inte längre till bandy. 1989 stod bostadsområdet Björkholmsgatan klart med både hyres och bostadsrätter.

## Nutid
Holmängen rymmer idag bland annat regionarkivet, handel och servicesverksamheter, betesmark, bostadsområde, förskola, kulturlager och ett naturområde som ligger längs Vänerns kustlinje. Området är omtyckt för sina strövområden, fågelintresserade kan besöka ett fågeltorn som ligger strax norr om området. Bäver finns också längs kustlinjen. 

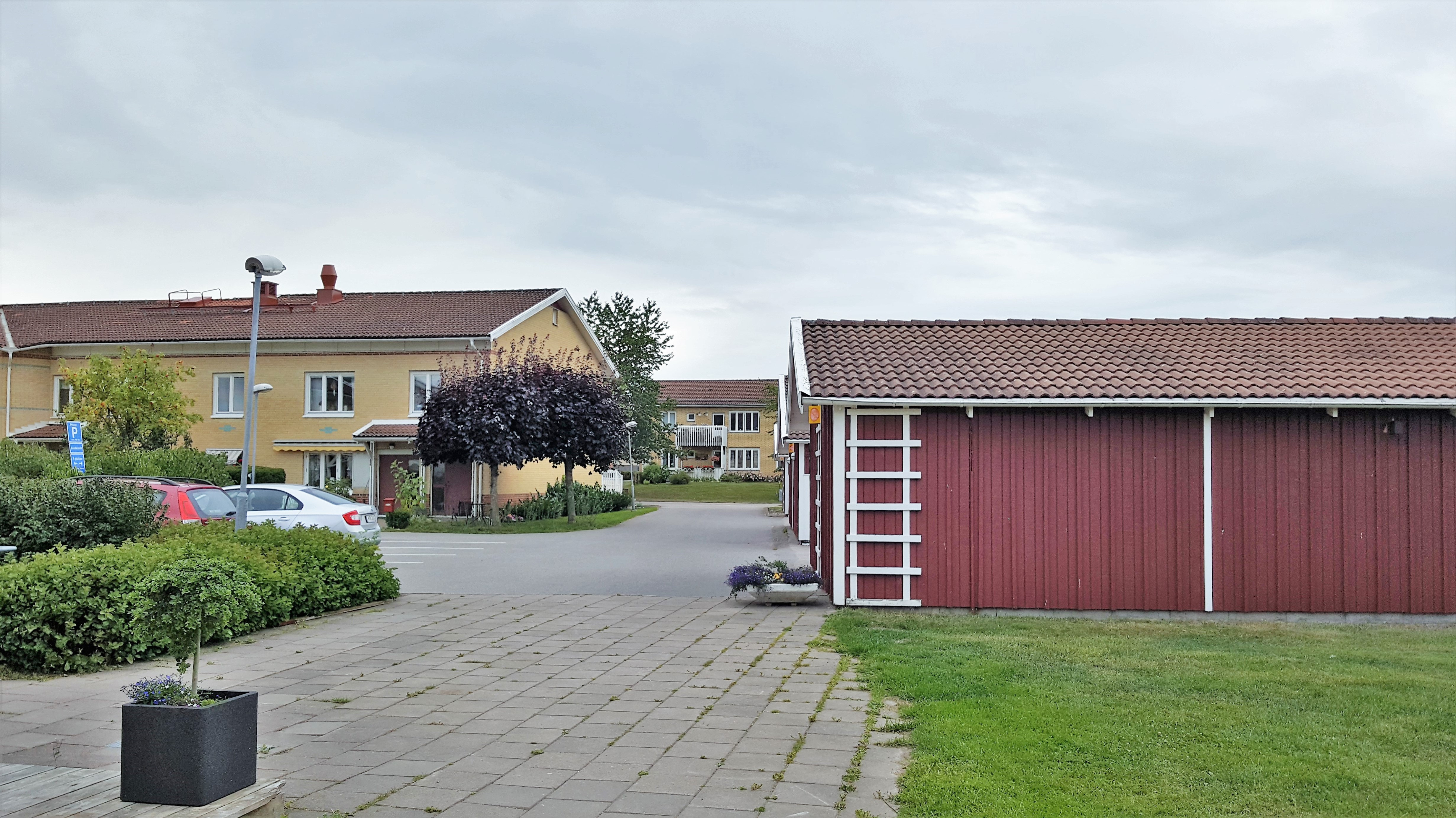
Björkholmsgatan

Området används flitigt av skolor i friluftssyfte.
På Holmängen ligger två kolonilottsområden

## Framtid
Under 2010 föreslogs ett bygge av nya bostäder mellan Björkholmsgatan och Kyrkängens kolonilottsområde. 
Oktober 2014 släpptes det ett utkast av planarkitekt Frida Skarp.
Augusti 2015 bekräftades byggplanerna där flera olika aktörer kommer bygga upp till ca 600 bostäder av olika slag, mest låga byggnader men eventuellt även högre lägenhetskomplex.
En planbeskrivning publicerades i början av 2016.
Kommunen kan komma att bygga en förskola på det nya området.
I mitten av 2016 påbörjades VA-arbetet och under 2017 förväntas husen börja byggas.
Företaget Boveria planerar att bygga bostäder för människor över 55 år som hyser en inglasad vinterträdgård med behagligt medelhavsklimat året runt.